# جسور مقاطعة ماديسون (فلم)
جسور مقاطعة ماديسون (بالإنجليزية: The Bridges of Madison County) فيلم دراما رومانسي أمريكي من إخراج وإنتاج وبطولة كلينت إيستوود عام 1995 عن رواية الكاتب الأمريكي روبرت جيمس والر، والتي تحمل نفس العنوان. البطولة النسائية للأمريكية ميريل ستريب والتي رُشحت لجائزة الأوسكار لأفضل ممثلة عن دورها في هذا الفيلم.

## طاقم التمثيل
- كلينت إيستوود: في دور روبرت كينكيد
- ميريل ستريب: في دور فرانشيسكا جونسون
- أني كورلي: في دور كارولين جونسون
- فيكتور سليزاك[الإنجليزية]: في دور مايكل جونسون
- جيم هايني: في دور ريتشارد جونسون
- فليس ليونز: في دور بيتي
- ديبرا مونك: في دور مادجي
- ريتشارد ليك: في دور المحامي بيترسون
- ميشال بينس: في دور لوسي ردفيلد[4]

## أحداث الفيلم
يصل الأشقاء مايكل وكارولين جونسون إلى مزرعة أمهما المتوفاة لمقابلة المحامي لتسوية ممتلكاتها، ويبلغهما المحامي بوصية المتوفاة بحرق جثمانها ونثر رمادها من على جسر روزمان. يتعجب الابن مايكل من وصية أمه وهو يعلم إن والده اشترى مدفن خاص بالأسرة، وجثمان الأب مدفون هناك، وكان قد أوصى أن تدفن زوجته إلى جواره. يرفض مايكل أن يمتثل للوصية، ولكن أثناء بحث كارولين في صندوق خاص بأمها تجد صور للأم لم ترها من قبل وخطاب من شخص يدعى روبرت كينكيد، تجد أيضا مجلة ناشيونال جيوغرافيك الأمريكية وعلى غلافها صورة لنفس لرجل، روبرت كينكيد وحول رقبته سلسلة يعرفها تماما مايكل وكارولين، إنها سلسلة أمهما. كان هناك خطاب من محامي كينكيد يخطر الأم فرنشيسكا بوفاة روبرت وتركه كل مايملك لها، ووصيته بحرق جثته ونثر الرماد عند جسر روزمان. تقرأ كارولين ومايكل يستمع لقصة أربعة أيام كما ترويها الراحلة وهي تقول: كلما كبرنا يختفي الخوف ويصبح المهم نقل تجارب حياتك، فمن المحزن ترك العالم دون أن يعلم من تحبهم من كنت.
المشهد التالي وفيه يرجع الزمن إلى عام 1965 يوم يغادر ريتشارد جونسون والابن مايكل والابنة كارولين ولمدة أربعة أيام لحضور فعاليات معرض تشترك فيه كارولين. تودعهم الأم فرنشيسكا وتكمل عملها في تنظيف سجاد البيت، حيث تمر سيارة روبرت وقد ضل الطريق إلى جسر روزمان، وهو الذي جاء لتصوير بعض الجسور المغطاة لمجلة ناشيونال جيوغرافيك. تصطحبه فرنشيسكا إلى الجسر القريب ليلتقط الصور المطلوبة، وتدعوه لشرب الشاي المثلج ويدور بينهما الحديث. نستمع لكلمات كثيرة تعبر عن مكنونات النفس والتي تظهر دون استئذان. تدعو فرنشيسكا ضيفها للعشاء، ويتكرر اللقاء في الليلة التالية، ويجان نفسهما قد وقعا في حب عميق، ولم تتمكن فرانشيسكا من التخلي عن أطفالها المراهقين وزوجها المخلص، مع العلم بالألم الذي لا يمكن إصلاحه والذي يسببه الفراق، وإدراك أن ما تشاركه هي وروبرت من غير المحتمل أن يعيش، بالنظر إلى الظروف المحيطة. بعد سنوات تحاول فرانشيسكا الاتصال بروبرت بعد وفاة زوجها، لكنها تجد أنه غادر ناشيونال جيوغرافيك ولا يعرف أحد مكان وجوده. تكتشف فرانشيسكا أن روبرت مات بعد حوالي ثلاث سنوات من موت زوجها وترك متعلقاته لها وقنينة تحوي رماد جثمانه لنثره عند جسر روزمان. يتأثر كل من مايكل وكارولين، اللذين يواجهان مشاكل زوجية، بعمق من خلال قصة والدتهما ويجدان اتجاهًا جديدًا في حياتهما الفردية. يحترم مايكل رغبة أمه وينثر رماد جثمانها عند الجسر المغطى روزمان.

## الإنتاج
اشترت شركة امبلين انترتينمنت والتي أسسها ستيفن سبيلبيرج حقوق الاستفادة من رواية  الكاتب الأمريكي روبرت جيمس والر أواخر عام 1991 قبل نزول الكتاب إلى الأسواق بمبلغ 25000 دولار. بيع من الرواية 9.5 مليون نسخة في جميع أنحاء العالم وأسند سبيلبيرج إلى المخرج سيدني بولاك مهمة إخراج الفيلم، وانسحب بعد أن قام  كورت لودتك بكتابة السيناريو. لجأ سبيلبيرج إلى رونالد باس لكتابة سيناريو آخر ولم ينال استحسانه. وظلت الرواية ما يقرب من عامين على قوائم أفضل الكتب مبيعًا، وفشلت جهود ثلاثة مخرجين وأربعة كتاب في اتخاذ قرار ببدء التصوير، واشتكى كلينت إيستوود (الذي كان قد وقع بالفعل للعب دور البطولة) إلى تيري سيميل، رئيس شركة وارنر براذرز للتوزيع، قال: لقد أنفقتم الوقت الكافي يا رفاق ولم نصل إلى شيء، أجاب سيميل، الذي دعم اختيار نجم الحركة المسن للرواية الرومانسية: ماذا عن اخراجك أنت؟ أجاب إيستوود: أعطني 24 ساعة، و طار بطائرة شركة وارنر إلى وينترسيت لتفقد مواقع التصوير وألغى الخطط لبناء جسر روزمان جديد (كانت الخطة تهدف إلى بناء جسر في موقع مناسب للتصوير يتطابق مع جسر روزمان الأصلي)، وبالتالي خفض الميزانية على الفور بمقدار 1.5 مليون دولار. ثم دعا سيميل وقال له نعم  سأفعل ذلك.
على الرغم من ذكر اسم روبرت ريدفورد للبطولة لكن شركة وارنر لم توافق عليه.
رشح والر إيزابيلا روسيليني الإيطالية الأمريكية لأداء دور فرانشيسكا. كانت هناك منافسة قوية في قائمة تضمنت أيضًا أنجيليكا هيوستن وجيسيكا لانج وماري ماكدونيل وشير وسوزان ساراندون. ولكن على الرغم من إحجام سبيلبرج الأولي، فقد دافع إيستوود عن ميريل ستريب للدور منذ البداية.

## التصوير
انتهى التصوير في 42 يومًا، قبل عشرة أيام من جدول إيستوود البالغ 52 يومًا. قام إيستوود بتصوير الفيلم بترتيب زمني من البداية إلى النهاية كما في السيناريو.
صُور الفيلم في مقاطعة ماديسون، بولاية أيوا، وفي بلدة وينترست، وفي بلدة عادل التابعة لمقاطعة دالاس.

## العرض
بدأ عرض الفيلم في دور العرض 2 يونيو 1995 في 1805 دار عرض وحقق مبلغ 10.519.257 دولارًا في عطلة نهاية الأسبوع الافتتاحية، واحتل المرتبة الثانية في شباك التذاكر في أمريكا الشمالية.. في نهاية عرضه، حقق الفيلم 71.516.617 دولارًا محليًا و110.500.000 دولارًا دوليًا ليبلغ الإجمالي العالمي 182.016.617 دولارًا.

## استقبال الفيلم والنقد
منح موقع روتن توميتوز الفيلم 90% بناء على 58 نقد، وهذا يعني درجة 10/7.39، ووصف الفيلم بأنه وجداني، بطيء، محزن، ومرضي للغاية. أما موقع ميتاكريتك، منح الفيلم 66% بناء على 22 نقد، وكانت الآراء مرضية بشكل عام.
وصفت جانيت ماسلن، الناقدة السينمائية والصحفية بجريدة النيويورك تايمز كلينت إيستوود بأنه مخرج وكيميائي، حوّل جسور ماديسون إلى شيء ليس فقط محتمل ولكن إلى شيء أفضل، لقد قدم قصة حب رائعة، ولعبت مريل ستريب دورها الأفضل منذ سنوات، كما أن للفيلم نكهة أوروبية، فهو لا يتعجل ولكنه ليس بطيئًا، هو يحترم الصمت الطويل ويهتم بالتفاصيل الصغيرة. وقال ريتشارد كورليس المحرر الفني للمجلة الأمريكية تايم أن إيستوود هو أكثر المخرجين تحفظًا، فهو يحترم الكتاب وإن كان الفيلم لديه موضوع أكثر نضجًا من موضوع الكتاب.

## الجوائز
- جائزة الجمعية الأمريكية للملحنين والمؤلفين والناشرين (ASCAP) [2]
- جائزة الوشاح الأزرق اليابانية لأفضل فيلم بلغة غير اليابانية Blue Ribbon Awards 1996[19]
- جائزة (بى ام آى) لأفضل موسيقى BMI Film & TV Awards 1996[20]
- جائزة كينيما جانبو اليابانية لأفضل مخرج Kinema Junpo Awards 1996[20][2]
- جائزة ماينيشى فيلم كونكورز اليابانية لأفضل فيلم بلغة غير اليابانية Mainichi Film Concours 1996[21]

## وصلات خارجية
- مقالات تستعمل روابط فنية بلا صلة مع ويكي بيانات